# Cantharellus omphalinoides
Cantharellus omphalinoides é uma espécie de fungo pertencente à família Cantharellaceae.